# Erzbistum Benevent
Das Erzbistum Benevent (lateinisch Archidiocesis Beneventana, italienisch Arcidiocesi di Benevento) ist eine Erzdiözese der römisch-katholischen Kirche in Italien mit Sitz in Benevent.
Das Bistum Benevent wurde im 1. Jahrhundert errichtet und am 26. Mai 969 zum Erzbistum erhoben.

## Weblinks

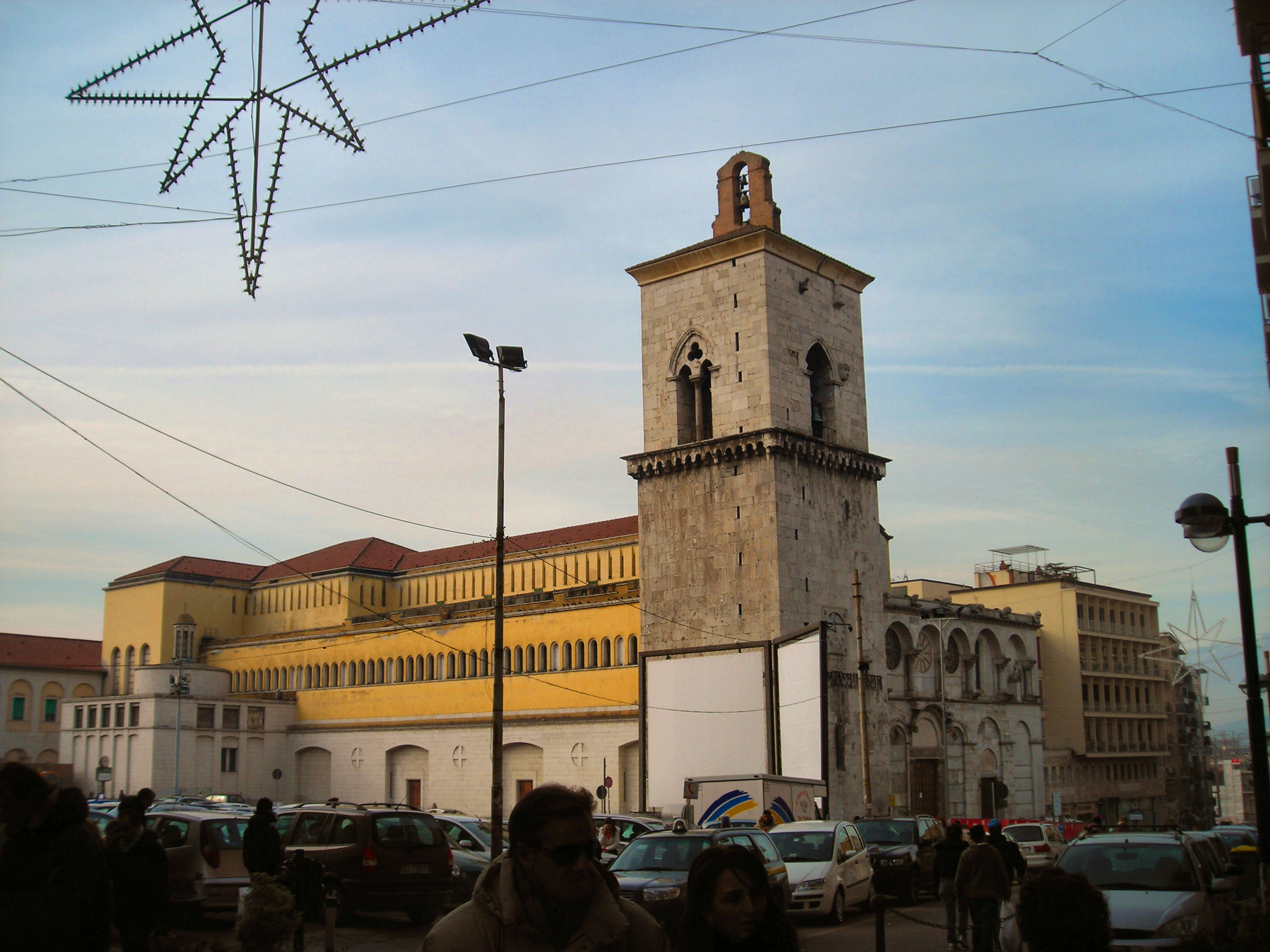
Die Kathedrale in Benevento